# K.C. nastoletnia agentka
K.C. nastoletnia agentka (ang. K.C. Undercover) – serial Disney Channel wytwórni Disney Channel Original Series. Twórcą serialu jest Corinne Marshall. W tytułową rolę wciela się Zendaya. Premiera serialu odbyła się na amerykańskim Disney Channel 18 stycznia 2015 roku, a polska premiera odbyła się 12 czerwca 2015 roku jako zapowiedź serialu. Oficjalna polska premiera serialu odbyła się 26 września 2015 roku. Początkowo pierwszy sezon miał liczyć 22 odcinki, ale 3 kwietnia 2015 roku został wydłużony do 29.
15 maja 2015 roku oficjalnie ogłoszono, że powstanie 2. sezon serialu, liczący 26 odcinków. Premiera drugiego sezonu w Polsce odbyła się 29 sierpnia. Dnia 1 listopada 2016 roku został oficjalnie ogłoszony 3 sezon serialu.

## Fabuła
K.C. Cooper jest matematycznym geniuszem oraz posiadaczką czarnego pasa w karate. Pewnego razu dowiaduje się, że jej rodzice, Kira i Craig są szpiegami. K.C. postanawia pójść w ich ślady. Do rodziny K.C. należą także jej nastoletni brat Ernie, który jest komputerowym geniuszem, stara się zostać szpiegiem tak jak K.C., oraz Judy, która jest robotycznym szpiegiem.

## Obsada
- Zendaya jako K.C. Cooper – tytułowa bohaterka serialu, 18-letnia uczennica liceum. Geniusz matematyczny oraz posiadaczka czarnego pasa. Córka Craiga i Kiry oraz siostra Erniego, a także przybrana siostra Judy. Najlepsza przyjaciółka Marissy. Po tym, jak dowiedziała się, że jej rodzice są tajnymi szpiegami, postanowiła iść w ich ślady.
- Veronica Dune jako Marissa Clark – najlepsza przyjaciółka K.C.
- Kamil McFadden jako Ernie Cooper – młodszy brat K.C. Jest komputerowym geniuszem i pomaga rodzinie w misjach. Marzy o tym, by zostać pełnoprawnym szpiegiem tak jak jego siostra K.C.
- Trinitee Stokes jako Judy Cooper – robotyczna siostra K.C, przysłana, by pomagać Cooperom przy misjach.
- Kadeem Hardison jako Craig Cooper – ojciec K.C. i Erniego oraz przybrany ojciec Judy. Mąż Kiry. Jest szpiegiem.
- Tammy Townsend jako Kira Cooper – matka K.C. i Erniego oraz przybrana matka Judy. Żona Craiga. Jest szpiegiem.

## Wersja polska
Lektor:
- Paweł Bukrewicz (tytuł w odc. 1-34, 41-70, 72-77),
- Artur Kaczmarski (tytuł w odc. 35-40),
- Tomasz Kozłowicz (odc. 65-67, 69-70, 73-75, 78-81)

## Odcinki
| Seria | Seria | Odcinki | Oryginalna emisja | Oryginalna emisja | Oryginalna emisja | Oryginalna emisja |
| Seria | Seria | Odcinki | Premiera serii    | Finał serii       | Premiera serii    | Finał serii       |
| ----- | ----- | ------- | ----------------- | ----------------- | ----------------- | ----------------- |
|       | 1     | 29      | 18 stycznia 2015  | 24 stycznia 2016  | 12 czerwca 2015   | 17 czerwca 2016   |
|       | 2     | 26      | 6 marca 2016      | 13 stycznia 2017  | 29 sierpnia 2016  | 14 lipca 2017     |
|       | 3     | 26      | 7 lipca 2017      | 2 lutego 2018     | 9 września 2017   | 1 sierpnia 2018   |